# Maman, mode d'emploi
Pour plus de détails, voir Fiche technique et Distribution.
Maman, mode d'emploi ou Les joies de la maternité au Québec (Motherhood) est une comédie dramatique américaine réalisée par Katherine Dieckmann, sortie en 2009. 
La recette du film s'élève à 92 900 $. Ce film est réputé pour être un échec commercial considérable. En France, le film est un échec phénoménal avec 154 entrées comptabilisées. Au Royaume-Uni, onze places furent vendues le week-end d'ouverture.

## Synopsis
Une ancienne écrivain de roman, nommée « Eliza Welsh », s'est reconvertie en maman blogueuse. Sa fille va bientôt avoir 6 ans et Eliza souhaite organiser une fête d'anniversaire pour son enfant. La tâche aurait été plus simple si la liste des choses qu'Eliza Welsh doit faire était plus courte ! 
Entre son très jeune fils, les mères tyranniques de l'aire de jeu, le manque de place dans le parking et les excuses à faire à sa meilleure amie pour avoir posté ses secrets sur son blog… Eliza ne sait plus où donner de la tête. En plus de cela, elle veut à tout prix participer à un concours organisé par un magazine connu. Mais là, le problème se pose. Comment répondre, en 500 mots exactement, à la question Qu'est-ce-que signifie « être une maman » pour vous ?

## Fiche technique
- Titre : Maman, mode d'emploi
- Titre original : Motherhood
- Titre québécois : Les Joies de la maternité
- Réalisation : Katherine Dieckmann
- Scénario : Katherine Dieckmann
- Photographie : Nancy Schreiber
- Musique : Joe Henry
- Pays d'origine : États-Unis
- Format : couleur - SDDS - 35 mm
- Langue : Anglais
- Genre : Comédie dramatique
- Durée : 90 minutes
- Dates de sortie : 
  -  États-Unis : 21 janvier 2009 (Festival du film de Sundance)
  -  France : 2 décembre 2009

## Distribution
- Uma Thurman (VQ : Nathalie Coupal) : Eliza Welsh
- Minnie Driver (VQ : Anne Dorval) : Sheila
- Anthony Edwards (VQ : Jacques Lavallée) : Avery
- Clea Lewis (en) (VQ : Annie Girard) : Lily
- Betsy Aidem (en) : la mère de Jordan
- Dale Soules : Hester
- Jodie Foster : elle-même

 Source et légende : version québécoise (VQ) sur Doublage.qc.ca